# The Lamb Lies Down on Broadway
| 전문가 평가                   | 전문가 평가 |
| 평가 점수                     | 평가 점수   |
| 출처                          | 점수        |
| ----------------------------- | ----------- |
| AllMusic                      | [ 2 ]       |
| Christgau's Record Guide      | B–          |
| The Rolling Stone Album Guide | [ 4 ]       |

《The Lamb Lies Down on Broadway》는 영국의 프로그레시브 록 밴드 제네시스의 여섯 번째 스튜디오 음반이다. 이 음반은 1974년 11월 18일, 카리스마 레코드에 의해 더블 음반으로 발매되었으며 오리지널 프론트맨 피터 가브리엘이 피처링한 마지막 음반이다. 이 음반은 영국 음반 차트에서 10위, 미국 빌보드 200에서 41위로 정점을 찍었고, 현재까지 그들의 가장 긴 음반이다.
밴드가 헤드리 그랜지에서 3개월 동안 신소재를 작업하는 동안, 그들은 가브리엘이 고안한 뉴욕 출신의 푸에르토리코 청년 라엘에 대한 이야기를 담은 콘셉트 음반을 제작하기로 결정했다. 이 음반은 모든 작사를 고집했던 가브리엘이 일시적으로 영화 감독 윌리엄 프리드킨과 함께 일하기 위해 떠났고 그의 가족과 함께할 시간이 필요했기 때문에 밴드 내의 긴장이 증가하는 것으로 특징지어졌다. 대부분의 곡들은 밴드의 나머지 멤버들이 잼 세션을 통해 개발했으며 웨일스의 글래스판트 매너에서 모바일 스튜디오를 사용하여 내려놓았다.
이 음반은 처음에는 엇갈린 비판적 반응을 받았지만, 이후 몇 년 동안 호평을 받았고 컬트 팬들을 보유하고 있다. 〈Counting Out Time〉과 〈The Carpet Crawlers〉는 각각 1974년과 1975년에 영국에서 싱글로 발매되었다. 〈The Lamb Lies Down on Broadway〉의 싱글은 미국에서 발매되었다. 제네시스는 1974년부터 1975년까지 북미와 유럽을 순회하며 음반을 홍보했다. 이 음반은 영국과 미국에서 골드 인증을 받았다. 이 음반은 1994년과 2007년에 리마스터링되었으며, 후자는 5.1 서라운드 사운드 믹스와 보너스 재료가 포함된 《Genesis 1970–1975》 박스 세트의 일부였다.

## 배경
1974년 5월, 보컬리스트 피터 가브리엘, 키보디스트 토니 뱅크스, 베이시스트 마이크 러더퍼드, 드러머 필 콜린스, 기타리스트 스티브 해킷의 제네시스 라인업은 그들의 다섯 번째 스튜디오 음반인 《Selling England by the Pound》(1973년)를 지원하기 위해 1973년~1974년 유럽과 북미 투어를 마쳤다. 이 음반은 영국과 미국에서 가장 높은 차트 기록을 세우며 이 그룹의 비판적이고 상업적인 성공을 거두었다. 그해 6월 그들은 다음 스튜디오 음반을 위한 새로운 자료를 쓰고 연습하기 위해 이스트햄프셔 헤들리에 있는 크고 오래된 가난한 집인 헤들리 그랜지에 3개월을 예약했다. 그들이 도착했을 때 건물은 바닥에 배설물과 쥐가 들끓는 등 이전 밴드에 의해 매우 열악한 상태로 방치되었다. 이 시기에 몇몇 멤버들의 사생활이 밴드의 분위기에 영향을 미치기 시작했고, 그들의 일에 문제를 일으켰다. 해킷은 "모든 사람들은 그들만의 의제가 있었습니다. 우리 중 일부는 결혼했고, 일부는 아이가 있었고, 일부는 이혼을 하고 있었고, 우리는 여전히 시골에서 화해하려고 노력하고 있었습니다." 뱅크스는 후에 이 시기를 창세기에서 그가 가장 싫어하는 시기로 여겼다.

## 발매
밴드는 이 음반을 6개월 간격으로 발매하는 두 싱글 음반으로 발매하는 것을 고려했다. 가브리엘은 나중에 이 아이디어가 더 적합했을 것이라고 생각했는데, 더블 음반에 너무 많은 새로운 소재가 포함되어 있었고, 추가 시간이 그에게 가사 작업에 더 많은 시간을 주었을 것이다. 그럼에도 불구하고 《The Lamb Lies Down on Broadway》는 지원 투어가 시작된 지 며칠 후인 1974년 11월 18일에 더블 음반으로 발매되었다. 이 음반은 1974년 12월, 영국 음반 차트에서 6주 동안 10위, 1975년 미국 빌보드 200에서 41위로 정점을 찍으며 결성 이래 이 밴드의 최고 차트 음반이 되었다. 다른 곳에서는 캐나다에서 15위, 뉴질랜드에서 34위에 올랐다. 1974년 11월 1일에 발매된 싱글 〈Counting Out Time〉은 〈Riding the Scree〉를 B-사이드로 하여 발매되었다. 두 번째는 1975년 4월 로스앤젤레스의 슈라인 오디토리엄에서 열린 〈The Waiting Room (Evil Jam)〉의 라이브 공연으로 뒷받침된 〈The Carpet Crawlers〉이다. 이 음반은 계속해서 판매되었고 1975년 2월 1일, 영국 축음기 협회로부터 골드 인증을 받았고 1990년 4월 20일, 미국 음반 산업 협회로부터 골드 인증을 받았다.

## 곡 목록
모든 곡들은 특별한 언급이 없는 한 피터 가브리엘에 의해 작사하였다.
| #  | 제목                                       | 작곡                    | 재생 시간 |
| -- | ------------------------------------------ | ----------------------- | --------- |
| 1. | 〈The Lamb Lies Down on Broadway〉         | 피터 뱅크스, 가브리엘   | 4:52      |
| 2. | 〈Fly on a Windshield〉                    | 마이크 러더퍼드, 뱅크스 | 2:45      |
| 3. | 〈Broadway Melody of 1974〉                | 러더퍼드, 뱅크스        | 2:11      |
| 4. | 〈Cuckoo Cocoon〉                          | 스티브 해킷, 존 해킷    | 2:12      |
| 5. | 〈In the Cage〉                            | 뱅크스                  | 8:13      |
| 6. | 〈The Grand Parade of Lifeless Packaging〉 | 뱅크스                  | 2:49      |

| #  | 제목                        | 작사   | 작곡                       | 재생 시간 |
| -- | --------------------------- | ------ | -------------------------- | --------- |
| 1. | 〈Back in N.Y.C.〉          |        | 러더퍼드, 뱅크스           | 5:46      |
| 2. | 〈Hairless Heart〉          | (기악) | S. 해킷, 뱅크스            | 2:10      |
| 3. | 〈Counting Out Time〉       |        | 가브리엘                   | 3:42      |
| 4. | 〈The Carpet Crawlers〉     |        | 가브리엘, 뱅크스, 러더퍼드 | 5:16      |
| 5. | 〈The Chamber of 32 Doors〉 |        | 가브리엘, S. 해킷, 뱅크스  | 5:46      |

| #  | 제목                                         | 작사   | 작곡                                        | 재생 시간 |
| -- | -------------------------------------------- | ------ | ------------------------------------------- | --------- |
| 1. | 〈Lilywhite Lilith〉                         |        | 콜린스, 뱅크스, S. 해킷, 러더퍼드           | 2:50      |
| 2. | 〈The Waiting Room〉                         | (기악) | S. 해킷, 뱅크스, 콜린스, 가브리엘, 러더퍼드 | 5:18      |
| 3. | 〈Anyway〉                                   |        | 뱅크스                                      | 3:18      |
| 4. | 〈Here Comes the Supernatural Anaesthetist〉 |        | S. 해킷                                     | 2:50      |
| 5. | 〈The Lamia〉                                |        | 뱅크스                                      | 6:58      |
| 6. | 〈Silent Sorrow in Empty Boats〉             | (기악) | 러더퍼드, 뱅크스                            | 3:02      |

| #  | 제목                                                                                                | 작사             | 작곡                              | 재생 시간 |
| -- | --------------------------------------------------------------------------------------------------- | ---------------- | --------------------------------- | --------- |
| 1. | 〈The Colony of Slippermen〉 - a. 〈The Arrival〉 - b. 〈A Visit to the Doktor〉 - c. 〈The Raven〉 |                  | 뱅크스, S. 해킷, 러더퍼드, 콜린스 | 8:20      |
| 2. | 〈Ravine〉                                                                                          | (기악)           | 러더퍼드, S. 해킷                 | 2:05      |
| 3. | 〈The Light Dies Down on Broadway〉                                                                 | 뱅크스, 러더퍼드 | 뱅크스, 가브리엘                  | 3:33      |
| 4. | 〈Riding the Scree〉                                                                                |                  | 뱅크스, 러더퍼드                  | 4:08      |
| 5. | 〈In the Rapid〉                                                                                    |                  | 러더퍼드                          | 2:23      |
| 6. | 〈It〉                                                                                              | (기악)           | 뱅크스, S. 해킷                   | 4:20      |

## 인증
| 국가                                                  | 인증 | 판매량/출하량 |
| ----------------------------------------------------- | ---- | ------------- |
| 캐나다 (뮤직 캐나다)                                  | 골드 | 50,000^       |
| 프랑스 (SNEP)                                         | 골드 | 100,000*      |
| 영국 (BPI)                                            | 골드 | 100,000^      |
| 미국 (RIAA)                                           | 골드 | 500,000^      |
| *판매량을 기반으로 한 인증 ^출하량을 기반으로 한 인증 |      |               |